# Śmietanka towarzyska
Śmietanka towarzyska (ang. Café Society, 2016) – amerykańska komedia w reżyserii i według scenariusza Woody'ego Allena.
Światowa premiera filmu miała miejsce 11 maja 2016 r., podczas 69. Międzynarodowego Festiwalu Filmowego w Cannes, gdzie film prezentowany był poza Konkursem Głównym. Film został wyświetlony na otwarcie tego festiwalu.
Polska premiera filmu – 31 lipca 2016 roku, w ramach 16. Międzynarodowego Festiwalu Filmowego T-Mobile Nowe Horyzonty we Wrocławiu. Do ogólnopolskiej dystrybucji kinowej film wszedł 12 sierpnia 2016.

## Fabuła
Lata 30. XX wieku, złota era Hollywood. Marzący o sławie Bobby przyjeżdża z Nowego Jorku do Hollywood, by podjąć pracę u swego stryja, będącego agentem filmowym. Ulega fascynacji jego sekretarką, Veroniką. Po powrocie do Nowego Jorku zaczyna z bratem prowadzić klub nocny. 

## Obsada
- Steve Carell jako Phill Stern
- Jesse Eisenberg jako Bobby Dorfman
- Kristen Stewart jako Vonnie
- Blake Lively jako Veronica
- Parker Posey jako Rad Taylor
- Corey Stoll jako Ben
- Ken Stott jako Marty
- Anna Camp jako Candy
- Paul Schneider jako Steve
- Sheryl Lee jako Karen Stern
- Tony Sirico jako Vito
- Jeannie Berlin jako Rose
- Woody Allen jako narrator (głos)

i inni